# Ойпен
Ойпен (на немски: Eupen, на френски и на нидерландски: Йопен) е град в Югоизточна Белгия, окръг Вервие на провинция Лиеж. Населението му е около 18 200 души (2006).

## Спорт
Представителният футболен отбор на града се казва КАШ Ойпен. Играл е двете най-горни нива на белгийския футбол.